# Colocasia
Colocasia Schott, 1832 è un genere di piante appartenente alla famiglia delle Aracee.

## Descrizione
Originarie dell'India orientale e del Bangladesh, da dove si sarebbero diffuse verso l'Asia orientale e le isole del Pacifico, le colocasie sono piante erbacee con foglie di grandi dimensioni (anche 80 cm di lunghezza), di forma ovale o tondeggiante e margini ondulati, sostenute da grossi gambi carnosi e rigidi che si sviluppano da rizomi sotterranei. Producono fiori a forma di imbuto e colore giallo-crema, lunghi 20–40 cm, simili a quelli delle calle; da un punto di vista botanico, si tratta in realtà di un'infiorescenza detta spadice, ovvero di una spiga di minuscoli fiori avvolta da una grande brattea..

## Tassonomia
Il genere comprende le seguenti specie:
- Colocasia affinis Schott
- Colocasia boyceana Gogoi & Borah
- Colocasia dibangensis Gogoi & Borah
- Colocasia esculenta (L.) Schott
- Colocasia fallax Schott
- Colocasia fontanesii Schott
- Colocasia hassanii H.Ara
- Colocasia kachinensis S.S.Zhou & J.T.Yin
- Colocasia lihengiae C.L.Long & K.M.Liu
- Colocasia mannii Hook.f.
- Colocasia menglaensis J.T.Yin, H.Li & Z.F.Xu
- Colocasia oresbia A.Hay